# Балканы в древнегреческой мифологии

## Акарнания
- Акарнан.
- Алет[1] Сын Икария и Перибеи[2].
- Ализей. Сын Икария, по его имени назван город Ализия в Акарнании[3].
- Амфотер.
- Антимах. Сын Гипподаманта[4].
- Ахелой.
- Гипподамант. Сын Ахелоя и Перимеды[5]. О его браке упоминает Гесиод, дети Антимах и Еврита[6]. Отец Евриты, жены Порфаона[7].
- Дамасипп. Сын Икария и Перибеи[2].
- Имевсим. Сын Икария и Перибеи[2].
- Каллироя[8]. Нимфа. Дочь Ахелоя. Вторая жена Алкмеона[9], мать Амфотера и Акарнана. В минуту близости с Зевсом попросила сделать её сыновей внезапно взрослыми[10]
- Левкадий. Сын Икария, его именем назван город в Акарнании[3].
- Левкат. Юноша, убегал от любви Аполлона, бросился в море и превратился в скалу[11].
- Перилай. (Перилей.) Сын Икария и Перибеи[2]. Был обвинителем Ореста в Ареопаге (по версии)[12]. Перилай (сын Икария)
- Фоант. Сын Икария и Перибеи[2].

Топонимы:
- Акарнания. Область[13].
- Амфилохийский Аргос[13].
- Ахелой. Река[14]. На ней самый певучий тростник[15].
- Инах. Река в области амфилохов, приток Ахелоя. По словам Гекатея, получила название от Амфилоха[16]. См. Лукан. Фарсалия VI 362 (смешивается с аргосским).
- Левкадская скала[17].

См. также:
- Алкмеон (сын Амфиарая). Поселился в Акарнании.
- Икарий (отец Пенелопы). Поселился в Акарнании.
- Карн. Прорицатель из Акарнании.
- Салий. Из Акарнании, спутник Акеста.
- Форбант. Акарнанец, союзник Евмолпа. См. Мифы Аттики.

## Эпир
В мифах упоминаются в основном племена молоссов, хаонов, феспротов.
- Амбрак. Сын Дексамена, внук Геракла. Царь Амбракия[18].
- Амбракия. Дочь Меланея. По её имени назван город Амбракия[19]. (в другом чтении Амбрак, сын Меланея[20])
- Амфиал. По версии, сын Неоптолема и Андромахи[21].
- Амфисса. По версии, дочь Эхета, ослепленная им и заточенная в пещеру[22].
- Аспет. Под этим именем почитают Ахилла в Эпире[23].
- Грек. Сын Зевса и Пандоры, дочери Девкалиона[24]. Эпоним племени в горах Пинда[25].en:Graecus
- Дексамен. Сын Геракла, отец Амбрака[18].
- Евиппа. Дочь Тиримма из Эпира. Возлюбленная Одиссея, родила ему сына Евриала[26].
- Евриал[27]. Сын Одиссея и Евиппы из Эпира. Когда он вырос, мать отправила его на Итаку. Пенелопа захотела его погубить, и Одиссей убил его[28]. Действующее лицо трагедии Софокла «Эвриал».
- Еврилох. По Лисимаху, сын Неоптолема и Ланассы[29].
- Ланасса (Леонасса). Дочь Клеодая, правнучка Геракла[30]. Её похитил Неоптолем в храме Зевса Додонского, она родила 8 детей, нескольких дочерей выдали замуж за соседних царей[31]. Согласно Лисимаху, её дети: Дориэй, Пергам, Пандар, Еврилох и Молосс[29].
- Метопа[англ.]. Дочь Эхета эпирского, ослепленная им[22].
- Пандар. По Лисимаху, сын Неоптолема и Ланассы[29].
- Пиел. (Пиал.) Сын Неоптолема и Андромахи[32]. Преемник Неоптолема[33]. К нему восходит родословная эпирских царей.
- Пирр. Один из сыновей Неоптолема и Ланассы[30].
- Тиримм. Из Эпира. Оказал гостеприимство Одиссею. Его дочь Евиппа родила Одиссею сына[34].
- Эхет.

Легендарные лица:
- Горг. По прорицанию Аполлона вывел в Амбракию переселенцев из Коринфа[35].
- Фалек. Тиран Амбракии, от которого Аполлон освободил город[35]. Либо его убила львица, посланная Артемидой[36]. Убил львенка и растерзан львицей[37].

Топонимы и этнонимы:
- Аманты. Народ в Эпире[38].
- Аполлония. Город в Эпире[39]. Основан спутниками Элефенора.
- Аратфос. Река в Амбракии[40].
- Граи. (Граес.) Этноним в Эпире, откуда название граики[41].
- Греки[5].
- Томар. Гора в Эпире, у подножия которой святилище Додона[42].
- Эант. Река в Эпире, согласно Гекатею[43].
- Эпир. Страна[44].

### Молоссы
- Аидоней. По рационалистическому истолкованию, царь молоссов[45], у которого была жена Персефона, дочь Кора и пес Кербер[46].
- Алкандр. Сын царя молоссов Муниха и Леланты. Прорицатель. Превратился в птицу королька[47].
- Гипериппа. Дочь царя молоссов Муниха и Леланты. Спасаясь от огня, бросилась в воду и превратилась в гагару[48].
- Додон. Сын Зевса и Додоны[49].
- Додона. Родила от Зевса Додона[49].
- Дриант. Отец Муниха, царя молоссов[50].
- Кербер. Пёс Аидонея, царя молоссов. Растерзал Пирифоя[46].
- Леланта. Жена Муниха, царя молоссов, мать 4 детей. Превращена в зелёного дятла[48].
- Мегалетор. Сын царя молоссов Муниха и Леланты. Спасаясь от пожара, превратился в птицу ихневмона[48].
- Молосс.
- Муних (сын Дрианта)[51]. Царь молоссов. Жена Леланта, дети Алкандр, Мегалетор, Филей, Гипериппа. Однажды ночью на них напали разбойники и подожгли их дома. Зевс превратил их всех в птиц. Муних превратился в сарыча[48].
- Филей. Сын царя молоссов Муниха и Леланты. Спасаясь от огня, превратился в птицу, называемую псом[47].

Топонимы:
- Геллопия. Область вокруг Додоны[52].
- Молоссы (у Полибия аттич. Молотты) Племя[53].
- Молоссия. Страна[54].
- Пелиады. «Голубки». Пророчествовали у жителей Додоны[55]. 3 голубки или 3 старухи, жившие при храме[56]. Две чёрные голубки улетели из египетских Фив, одна — в Ливию, другая — в Додону[57].
- Селлы. Название пророков дуба в Додоне, которые спят на голой земле[58].

### Хаоны
- Анфиппа. Девушка из земли хаонов. Возлюбленная некоего юноши, возлегла с ним в чаще. Её случайно убил Кихир, сын царя хаонов, бросая копье в пантеру[59].
- Кестрин. Сын Гелена и Андромахи. С добровольцами из эпиротов занял область по ту сторону реки Фиамия, названную Кестрина[60]. Область называлась Хаония.
- Кихир. Сын царя хаонов. Охотился за пантерой и случайно убил Анфиппу. После этого он впал в безумие, упал с коня в крутом и скалистом месте и умер. Хаоны окружили место стеной и основали город Кихир[59].
- Феникс. Царь додонов в Эпире, эпоним города хаонов в Эпире[61].
- Хаон. Эпирский герой, друг Гелена. Троянец, по его имени Гелен назван страну Хаония[62]. Нечаянно убит Геленом на охоте[63]. Хаон
- Эпира. Дочь Эхиона. Переселилась из Беотии вместе с Кадмом и Гармонией, везя останки Пенфея. Умерла и похоронена около чащи в земле хаонов. Земля названа Эпиром[64]. en:Epirus (mythology)

### Феспроты
- Астиоха (дочь Филанта). Дочь царя Эфиры (царя феспротов), у вод Селлеиса (по мнению Страбона, из Элиды)[65]. Взята в плен при разрушении города. Родила от Геракла Тлеполема[66][67]. См. Астидамия.
- Ил[68]. Сын Мермера. Царь феспротской Эфиры. Отказался дать Одиссею яд для стрел[69].
- Каллидика.
- Полипет. Сын Одиссея и Каллидики. Царь феспротов[70]. Полипет
- Фаэтон. Первый царь молоссов и феспротов после потопа, пришёл в Эпир вместе с Пеласгом[30].
- Федон. Царь феспротов. Дважды упомянут в вымышленных рассказах Одиссея[71].
- Феспрот. Царь. Действует в трагедии о Фиесте[72]. Упоминается «царство Феспрота»[73].
- Филант (царь Эфиры).

Топонимы:
- Абантида. Местность в Феспротиде, около керавнийских гор. При возвращении из-под Трои локры из Фрониона и абанты из Евбеи на 8 кораблях были занесены к горам Керавнии и основали город Фронион, назвав местность Абантия[74]. См. Элефенор.
- Аорн. Место в Феспротиде, где был оракул и практиковалось вызывание теней умерших, его посещал Орфей[75].
- Ахеронт. Река в Феспротии[76].
- Феспроты (теспроты). Племя[77]. Евгаммон Киренский украл у Мусея книгу о феспротах[78]. «Феспротийский котел» упомянут в связи со святилищем[79].
- Эфира. Город в Теспротии[80]. Там правил Неоптолем[81].

См. также:
- Гелен. Поселился в стране молоссов.
- Дорией. По версии, сын Неоптолема и Ланассы.
- Меланей (сын Аполлона). Захватил Эпир.
- Неоптолем. Поселился в Эпире.
- Пергам (сын Неоптолема). Перешёл в Азию.
- Фидипп. Занял Эфиру в Феспротии.

## Иллирия
- Автарией. Сын Иллирия, его именем названо племя автариеев. Отец Паннония (или Пеона)[82].
- Белес. Царь эвганеев в Иллирике. Его победил Антенор[83].
- Даорто. Дочь Иллирия, от неё племя дарсиев[82].
- Дардан. Сын Иллирия, эпоним племени дарданов[82].
- Дассаро. Дочь Иллирия, от неё племя дассаретиев[82].
- Деионей. Тесть Иксиона. См. Эионей.
- Диррах. Сын Посейдона и дочери Эпидамна, отец Иония. На него напали братья, и ему помог за участок земли Геракл, придя из Эрифеи. Поэтому диррахийцы считали Геракла основателем колонии[84].
- Иллирий.
- Ионий. Сын Дирраха. Когда Геракл помогал Дирраху, он нечаянно убил Иония, Геракл похоронил его и бросил в море, которое назвали Ионийским[84].
- Купала. Мифологический персонаж у иллирийцев (?)[85].
- Ликотерс. Царь в Иллирийской области. Принял Агаву, бежавшую из Фив[86]. Агава убила его[87].
- Мед (Майд). Сын Иллирия[82].
- Панноний. Сын Автариея, эпоним племени в Иллирии[82]. См. Пеон.
- Парто. Дочь Иллирия, от неё племя партенов[82].
- Пеон. Или Панноний, сын Автариея, эпоним племени пеонов в Иллирии[82].
- Перреб. Сын Иллирия, от него племя перребов[82].
- Скордиск. Сын Пеона, эпоним племени в Иллирии[82].
- Тавлант. Сын Иллирия, родоначальник тавлантиев[82].
- Трибалл. Сын Пеона, эпоним племени в Иллирии[82]. Отец Гиппоноя[88]. Бог, действующее лицо комедии Аристофана «Птицы».
- Эионей. Тесть Иксиона, убит им[89]. Царь перребов[90].
- Энхелей. Сын Иллирия, эпоним племени энхелеев[82].
- Эпидамн. Основал город у моря и назвал его своим именем. Его дочь родила от Посейдона сына Дирраха[84].
- Апсиртские острова. Иллирия. Когда аргонавты проплывали мимо них, корабль Арго провещал им, что они должны приплыть в Авсонию и очиститься у Кирки от убийства. Некоторые колхи, не найдя «Арго», поселились там[91]. См. Страбон. География VII 5, 5 (стр.315). Колхи основали город Полы[92]. А также города Абсор[93] и Томы.
- Ардиеи. Племя в Иллирии.
- Иллирийцы[94].
- Иллирия[95].
- Исса. Остров в Иллирии.
- Керавнийские горы. Некоторые колхи, не найдя «Арго», поселились там[96]. От них племя истров[97].
- Менторы. Прибрежные жители Адриатики[98].
- Пола. Город, основанный колхами, отправившимися на поиски Медеи[99].
- Энхелейцы. «Угри» Племя[94] Ими правили потомки Кадма и Гармонии[100]. По другой версии, туда ушли беотийцы после взятия Фив эпигонами[101]. От греческого «энхелис» (угорь)[102].

См. также:
- Агава. Бежала из Фив в Иллирию.
- Батон. Вывел колонию в Иллирию.
- Дия. Из Перребии, мать Пирифоя.
- Кадм и Гармония. Воцарились у энхелейцев.
- Лаодамант (сын Этеокла). С фиванцами удалился в Иллирию.

## Македония
- Алка. Дочь Олимпа и Кибелы, которую назвали богиней Кибелой[103]. На македонских монетах изображалась Паллада Алкис, Ливий упоминает Афину Алкидемон[104].
- Антиопа. Жена Пиера, мать 9 пиерид[105].
- Архелай (сын Темена).
- Аэроп. Потомок Темена, бежавший в Македонию, старший брат Пердикки[106].
- Боттон. Критянин, с ним в Македонию прибыли критяне, получившие имя боттиеи[107]. Ср. Конон. Мифы 25. Эпоним Боттии[108].
- Гаван. Потомок Темена, переселившийся в Македонию[106]. Феопомп называет Гавана Караном[109].
- Дарон. По Гесихию, бог-лекарь в Македонии, соответствующий Асклепию[110].
- Зейрен. По Гесихию, имя Афродиты в Македонии[110].
- Каран.
- Киссей. Царь Македонии. Пообещал дочь в жены Архелаю (сыну Темена), но затем попытался убить его. Однако Архелай сбросил Киссея в яму[111].
- Македон. Сын Зевса и Фии, дочери Девкалиона. Обитал в Пиерии[112]. От него получила имя Македония[107]. Имя упоминает Луцилий в паре с Агрием[113].
- Македон. Согласно I книге Диодора, сын Осириса и брат Анубиса. Осирис завоевал Македонию[114].
- Пердикка. Потомок Темена, родоначальник царей Македонии[115]. Преемник Карана[116]. В Эгах (Македония) в VI в. до н. э. чеканили серебряные монеты, на которых изображался миф о козле и Пердикке[117].
- Пиер.
- Пиериды.
- Раг. Сын Пиера из Эмафии, брат Гиакинфа. От горя после смерти брата сжег священную рощу Аполлона. Аполлон превратил его в сорную траву. (англовики)
- Эмафион. Первый проявил доблесть в Македонии, она по его имени названа Эмафия[118].

Топонимы и термины:
- Аргеады. Царская династия в Македонии, родом из Аргоса в Орестии (Фессалия)[119].
- Аргей. Царь Македонии[120].
- Дий. Город в Македонии.
- Ксанф. Месяц у македонян[121] по имени героя[122].
- Лидий. Река в Македонии[123].
- Оресты. Племя в Македонии[124].
- Пиерия. Местность[125].